# Patrick McCabe
Patrick McCabe (n. 27 martie, 1955 în Clones, comitatul Monaghan, Irlanda) este unul din cei mai cunoscuti scriitori contemporani irladezi. Printre romanele sale cele mai renumite se numără "Micul dejun pe Pluto" (Breakfast on Pluto, 1998). Multe din lucrările sale au fost adaptate și pentru teatru, fiind puse în scenă în mai multe teatre din Europa și America de Nord.